# Placca di Cervera
La placca di Cervera, tecnicamente placca funzionale di Cervera (PCF), è una placca ortodontica, utilizzata diffusamente in ortodonzia, che ha lo scopo di rimodellare le arcate dentali e favorire un corretto sviluppo dei mascellari.

## Descrizione
È un dispositivo medico costituito da un bottone palatino (in resina) nel quale sono inseriti un bite metallico anteriore, due passanti in filo che insieme ad un arco vestibolare fanno da sostegno agli scudi laterali (in resina).Svincola le arcate dal contatto occlusale consentendo di ottenere i seguenti effetti:
1. mesializzazione spontanea del gruppo posteriore,
2. chiusura di spazi d'estrazione o “l'arte di perdere ancoraggio”, secondo Cervera
3. correzione degli affollamenti dentari

L'azione sulle due arcate è quella di un buon allineamento e livellamento globale, con diminuzione dell'overbite dentale sia per estrusione dei molari che per intrusione relativa dei frontali. Favorendo un aumento dell'angolo intermascellare contrasta la crescita in antero-rotazione che si avrebbe come conseguenza delle estrazioni.

## Indicazioni
Le PCF sono indicate nelle terapie di I, II, III classi in dentatura mista, con morso coperto e meso-ipodivergenza scheletrica. Controindicazioni sono rappresentate dalla presenza di morsi aperti anteriori, dall'eccessiva inclinazione vestibolare degli incisivi e dall'iperdivergenza.